# عبد الغفار محمد
المستشار عبد الغفار محمد (12 يناير 1929 - 4 نوفمبر 2009) رجل قضاء مصري، وُلد في حي الدرب الأحمر بالقاهرة، والتحق بكلية الحقوق عام 1944، وتخرج في مايو 1948، وتم تعيينه في النيابة العامة في 18 أكتوبر 1948 في إيتاي البارود بالبحيرة.

## أهم القضايا
المستشار عبد الغفار محمد كان رئيسا ً لمحكمة أمن الدولة العليا وهو قاضى أكبر وأهم قضية في تاريخ مصر المعاصر، وهي قضية الجهاد الكبرى التي ضمت 302 متهم، سواء المشاركون والمخططون لاغتيال الرئيس السادات عام 1981 أو الذين خططوا لقلب نظام الحكم، واستمرت القضية لنحو 4 سنوات، وكان على رأس المتهمين فيها الدكتور أيمن الظواهري، زعيم تنظيم الجهاد آنذاك، الرجل الأول في تنظيم القاعدة حالياً، إضافة إلى جميع قيادات الجماعة الإسلامية.
ومن المفارقات في حياة الرجل، أنه وبعد تقاعده من القضاء عمل محامياً، فتولى الدفاع عن بعض من شاركوا في اغتيال الدكتور رفعت المحجوب، رئيس مجلس الشعب الراحل، الذي كان صديقه وزميله.
والمستشار عبد الغفار سبق له المشاركة كرئيس للنيابة في مكتب النائب العام في التحقيق مع مجموعة المشير عبد الحكيم عامر عقب هزيمة 1967.
المستشار عبد الغفار أدلى بأسرار كبيرة وكثيرة لابنه عن عملية اغتيال السادات والتحقيقات التي لم يكشف عنها حتى الآن داخل إحدى الجهات السيادية، وطلب عدم نشرها أو الكشف عنها إلا بعد وفاته.

## وفاته
رحل المستشار عبد الغفار محمد عن عالمنا في الرابع من نوفمبر 2009. وبعد وفاة المستشار عبد الغفار اقتحمت قوات أمن الدولة منزله أول يوم العيد لكى تحرق المذكرات الخاصة بقضية السادات واعتقلت ابنه لمدة 5 أيام للتحقيق وبعد ذلك أفرجت عنه.